# Мішель Алліо-Марі
Мішель Жанна Онорін Алліо-Марі (фр. Michèle Jeanne Honorine Alliot-Marie; 10 вересня 1946, Вільнев-ле-Руа, Франція) — французька державна та громадсько-політична діячка, дипломат.

## Біографія
Народилася 10 вересня 1946 року у Вільнев-ле-Руа (Франція). Доктор права, Магістр етнології, доцент Університету Париж I.
З 29 березня 1993 по 16 травня 1995 — міністр у справах молоді і спорту Франції.
З 4 грудня 1999 по 24 квітня 2002 — генеральний секретар партії президентської більшості Об'єднання на підтримку республіки (RPR).
З 7 травня 2002 по 18 травня 2007 — міністр оборони Франції.
З 18 травня 2007 по 23 червня 2009 — міністр внутрішніх справ і безпеки Франції.
З 23 червня 2009 по 13 листопада 2010 — міністр юстиції і зберігач печаток Франції.
З 14 листопада 2010 по 27 лютого 2011 — міністр закордонних та європейських справ Франції.